# Serge Charles N'Gal
Serge Charles N'Gal (Nkongsambaau, 13 de Janeiro de 1986) é um futebolista camaronês, que joga habitualmente a avançado. 

## Carreira
Depois de ter actuado no futebol português na União Desportiva de Leiria, mudou-se para o Nàstic, do campeonato espanhol.
N'gal representou a Seleção Camaronesa de Futebol, nas Olimpíadas de 2008. 